# لوکاس مرولا
لوکاس مرولا (انگلیسی: Lucas Merolla؛ زادهٔ ۲۷ ژوئن ۱۹۹۵) بازیکن فوتبال اهل آرژانتین است.
از باشگاه‌هایی که در آن بازی کرده‌است می‌توان به باشگاه فوتبال اتلتیکو هوراکان اشاره کرد.